# Новиково (Ленинградская область)
Новиково — деревня в Ефимовском городском поселении Бокситогорского района Ленинградской области.

## История
НОВИКОВО — деревня, по X-ой ревизии 1857 года принадлежит: Ераковой: число хозяйств  — 1, в них жителей: 4 м. п., 1 ж. п., всего 5 чел.;
 Ефимьевой: число хозяйств — 4, в них жителей: 12 м. п., 18 ж. п., всего 30 чел.;

НОВИКОВО — деревня, по земской переписи 1895 года: крестьяне бывшие Ераковой: число хозяйств  — 3, в них жителей: 10 м. п., 9 ж. п., всего 19 чел.;
 бывшие Ефимьевой: число хозяйств  — 8, в них жителей: 21 м. п., 25 ж. п., всего 46 чел.

В конце XIX — начале XX века деревня административно относилась к Соминской волости 1-го земского участка 3-го стана Устюженского уезда Новгородской губернии.

НОВИКОВО — деревня Забельского общества, число дворов — 20, число домов — 30, число жителей: 42 м. п., 46 ж. п.; Занятия жителей: земледелие, лесные заработки. Речка Тушемелька. Часовня. 

НОВИКОВСКАЯ ВОДЯНАЯ МЕЛЬНИЦА — мельница Н. А. Светловского, число дворов — 3, число домов — 1, число жителей: 2 м. п., 1 ж. п.; Речка Тушемелька. Мельница. (1910 год)

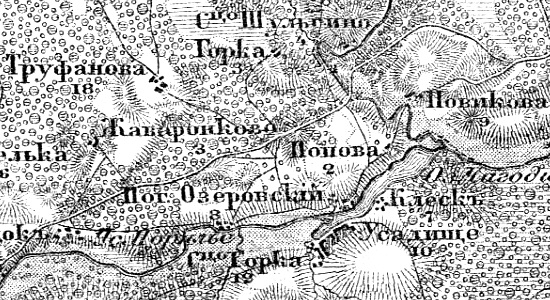
Деревня Новиково на карте 1912 года

Согласно карте Новгородской губернии 1912 года деревня называлась Новикова и насчитывала 9 крестьянских дворов.
С 1917 по 1918 год деревня входила в состав Тарантаевской волости Тихвинского уезда Новгородской губернии.
С 1918 года, в составе Череповецкой губернии.
С 1924 года, в составе Соминской волости.
С 1927 года, в составе Труфановского сельсовета Ефимовского района.
С 1928 года, в составе Озеревского сельсовета. В 1928 году население деревни составляло 105 человек.
По данным 1933 года деревня Новиково входила в состав Озеревского сельсовета Ефимовского района.
С 1965 года в составе Бокситогорского района.
По данным 1966 и 1973 годов деревня Новиково также входила в состав Озеревского сельсовета Бокситогорского района.
По данным 1990 года деревня Новиково входила в состав Климовского сельсовета.
В 1997 году в деревне Новиково Климовской волости проживали 16 человек, в 2002 году — 21 человек (все русские).
В 2007 году в деревне Новиково Климовского СП проживали 10 человек, в 2010 году — 9.
В мае 2019 года Климовское сельское поселение вошло в состав Ефимовского городского поселения.

## География
Деревня расположена в южной части района близ автодороги 41К-030 (Красная Речка — Турандино).
Расстояние до деревни Климово — 9 км.
Расстояние до ближайшей железнодорожной станции Ефимовская — 38 км. 
Деревня находится на правом берегу реки Тушемелька.

## Демография
| 1997 | 2002 | 2007 | 2010 | 2017 |
| ---- | ---- | ---- | ---- | ---- |
| 16   | ↗21  | ↘10  | ↘9   | ↗15  |

## Инфраструктура
На 1 января 2013 года в деревне числилось 9 домохозяйств.